# Тунжи-Аул
Тунжи-Аул (чечен. Тунжи-Эвла) — село в Веденском районе Чеченской Республики. Входит в состав Маажойского сельского поселения. Согласно планам восстановления Чеберлоевского района, село планируется передать в его состав.

## География
Село расположено на левом берегу реки Ахкете, в 64 км к юго-западу от районного центра Ведено.
Ближайшие населённые пункты: на северо-востоке — село Макажой, на юге — село Садой, на юго-западе — село Хиндой, на юго-востоке — село Ансалта, на востоке — село Харкарой, на западе — село Буни.

## Этимология
Название села (чечен. Тунжи-Эвла) в переводе означает — «село Тунжа».

## Население
| 1990 | 2002 | 2010 |
| ---- | ---- | ---- |
| 130  | ↘0   | →0   |